# Grevskabet Knuthenborg
Grevskabet Knuthenborg var et dansk grevskab oprettet 19. april 1714 for Adam Christopher Knuth af hovedgårdene Knuthenborg, Maribo Ladegaard, Bandholmgård, Havlykke, Vårskov og Knuthenlund. Grevskabet blev opløst i 1926 som følge af lensafløsningen.

## Besiddere af lenet
- 1714-1736: Adam Christopher lensgreve Knuth
- 1736-1747: Ide Margrethe Reventlow gift Knuth
- 1747-1776: Eggert Christopher lensgreve Knuth
- 1776-1802: Johan Henrik lensgreve Knuth
- 1802-1818: Frederik lensgreve Knuth
- 1818-1856: Frederik Marcus lensgreve Knuth
- 1856-1874: Eggert Christopher lensgreve Knuth
- 1874-1888: Adam Wilhelm lensgreve Knuth
- 1888-1925: Eggert Christopher lensgreve Knuth
- 1925-1926: Frederik Marcus lensgreve Knuth